# 自然资源部第一海洋研究所
自然资源部第一海洋研究所，简称自然资源部海洋一所,是一所位于中华人民共和国山东省青岛市的科研院所，创建于1958年，当时称海军第四海洋研究所，后于1964年整建制划归国家海洋局，更名为国家海洋局第一海洋研究所，2018年并入自然资源部改现名。第一海洋所主要从事海洋基础科学和应用研究，参与了中国极地考察、蛟龙号深潜等众多项目。目前，其总部位于青岛市崂山区仙霞岭路6号，并在即墨区鳌山卫街道建设新所。